# 동백아가씨
〈동백아가씨〉는 1964년 이미자가 부른 대한민국의 트로트 곡이다. 발표 당시의 기록적인 인기와 함께 금지곡으로 오랫동안 묶여 있었던 사연으로 더욱 유명해졌다.
작곡자는 백영호, 작사자는 한산도(한종명)이다. 1964년 제작된 엄앵란과 신성일 주연의 동명 영화의 주제곡으로 만들어져 지구레코드에서 발매했다. 당시 이미자는 〈열아홉 순정〉으로 이름을 알린 신인급 가수였는데, 이 곡이 한국을 대표하는 가수가 되어 ‘엘레지의 여왕’이라 불리는 이미자의 수백 곡에 달하는 히트곡 가운데서도 가장 큰 인기를 누린 대표곡이 되었다.   나중에 작곡가 백영호 선생이 죽고나서 아들 백경권 씨는 "음반 제작 당시 '동백아가씨'라는 제목이 촌스럽다고 레코드사에서 큰 기대를 하지 않았지만, 부친께서는 직접 레코드판을 들고 다방이나 음악감상실을 찾아 홍보활동을 벌였다"고 백영호 추모 강연회에서 동백아가씨의 비밀 이야기를 밝혔다.
영화 《동백아가씨》는 서울에서 내려온 대학생과 인연을 맺은 섬처녀가 버림받고 술집에서 일하게 된다는 통속적이고 신파적인 내용이다. 동백아가씨라는 제목은 여주인공이 ‘동백빠아’에서 일하는 여급이 된데서 유래했다. 주제가 음반 뒷면에 첫 번째로 실린 이 노래의 가사는 ‘그리움에 지쳐서 울다 지칠 때까지’ 연인을 기다리는 여성 화자의 서글픈 마음을 토로하고 있다.
여인의 깊은 한과 애상적인 느낌을 잘 표현한 이미자의 노래는 대한민국 역사상 처음 100만장이 넘는 것으로 추정되는 음반 판매량을 기록하며 공전의 인기를 끌었으나, 이후 노래가 일본풍이라는문제 제기와 함께 금지곡으로 전격 지정되었다. 최고의 인기를 누리던 〈동백아가씨〉가 금지곡으로 묶인데 대해서는 당시 일각의 반대 속에 강행된 한일기본조약 체결과 관련하여 정치적 영향을 받은 것이라는 해석이 주류이다. 군부 독재 시대였기에 ‘꽃잎은 빨갛게 멍이 들었소’의 빨갛다는 가사가 문제가 되었다는 설도 있었다. 그러나 이 노래를 부른 이미자는 후에 경쟁 음반회사의 입김 때문에 일어난 일이었다고 회고했다.
금지곡으로 지정되어 있던 동안에도 입에서 입으로 널리 불린 노래였지만, 1987년 6월 항쟁 이후 해금되어 20여 년 만에 다시 공식적으로 부르고 들을 수 있게 되었다. 2006년 문화방송이 《2006 대한민국 가요대제전》을 위해 조사한 결과에 따르면, 당시 최신 히트곡이었던 장윤정의 〈어머나〉의 뒤를 이어 한국인이 사랑하는 가요 100선 2위를 차지했을 정도로 대한민국에서 꾸준히 사랑받고 있다.

## 참고자료
- 최영철 (2006년 3월 18일). “[최영철시인이 쓰는 작품속 부산] <3> 가요 '동백아가씨'”. 부산일보. 2007년 8월 10일에 원본 문서에서 보존된 문서. 2008년 2월 4일에 확인함. |제목=에 지움 문자가 있음(위치 1) (도움말)
- 심규상 (2005년 1월 30일). “'동백아가씨'가 금지곡 된 진짜 이유 - 문옥배 교수가 말하는 '한국 금지곡 100년사'”. 오마이뉴스. 2008년 2월 4일에 확인함.
- 안영춘 기자 (2005년 2월 2일). “현충사 성역화와 ‘동백아가씨’ 금지의 속사정”. 한겨레. 2005년 9월 8일에 원본 문서에서 보존된 문서. 2008년 2월 4일에 확인함.
- 씨네21 - 동백아가씨